# Zhao Zhifang
Zhao Zhifang (趙誌芳T, 赵志芳S, Zhào ZhìfāngP; 11 agosto 1994) è una cestista cinese.

## Carriera
Con la Cina ha preso parte ai Giochi della XXXI Olimpiade.